# Raslina
Raslina je naselje u sastavu Grada Šibenika, u Šibensko-kninskoj županiji. Nalazi se 13 kilometara sjeverozapadno od Šibenika, na Prokljanskom jezeru.

## Povijest
Do 1910. naselje je iskazivano kao Rasline.

## Stanovništvo
Prema popisu iz 2011. naselje je imalo 567 stanovnika.
| broj stanovnika | 225   |       | 259   | 283   | 335   | 388   | 392   | 538   | 464   | 527   | 591   | 612   | 565   | 667   | 575   | 567   | 553   |
|                 | 1857. | 1869. | 1880. | 1890. | 1900. | 1910. | 1921. | 1931. | 1948. | 1953. | 1961. | 1971. | 1981. | 1991. | 2001. | 2011. | 2021. |

## Znamenitosti
- crkva svetog Mihovila
- crkva Gospe od Zdravlja
- križ na brdu Križovača

## Šport
Od 2010. održava se Plivački maraton Raslina koji je 2017. kao prvi hrvatski maraton primljen u Global Swim Series.